# Северный полюс-17
Северный полюс-17 (СП-17) — советская научно-исследовательская дрейфующая станция. Открыта 29 апреля 1968 года (по другим данным 18 апреля 1968) на огромной льдине на севере Восточно-Сибирского моря. Закончила дрейф 16 октября 1969 года в  западном полушарии в 350 км от Северного полюса. Прошла от 80°30′ с. ш. 165°26′ в. д. до 86°48′ с. ш. 25°20′ в. д. в общей сложности 1750 км. Единственная советская дрейфующая станция, которая не испытывала затруднений в связи с разломами ледового поля. В задачи исследований станции входило осуществление аэромагнитных и гравиметрических съёмок в Северном Ледовитом океане. Были также получены данные о биомассе сестона на разных глубинах.

## Смены
На станции осуществлено две персонала.
- Первая смена (с 29 апреля 1968 по 16 апреля 1969). Состав 16 человек. Начальник Н. И. Блинов.
- Вторая смена (16 апреля 1969 по 16 октября 1969). Состав 11 человек. Начальник Н. Н. Овчинников.